# Șopârlița
Șopârlița – wieś w Rumunii, w okręgu Aluta, w gminie Șopârlița. W 2011 roku liczyła 1279 mieszkańców.